# Trondes
Trondes település Franciaországban, Meurthe-et-Moselle megyében. Lakosainak száma 521 fő (2022. január 1.). Trondes Boucq, Foug, Lagney, Laneuveville-derrière-Foug, Lucey, Royaumeix, Sanzey, Pagny-sur-Meuse és Troussey községekkel határos.

## Népesség
A település népessége az elmúlt években az alábbi módon változott:
| Lakosok száma | 362  | 393  | 470  | 522  | 532  | 538  | 544  | 530  | 523  | 521  |
|               | 1968 | 1982 | 1990 | 2006 | 2013 | 2015 | 2017 | 2019 | 2020 | 2022 |